# Nant-le-Grand
 Nant-le-Grand  là một xã thuộc tỉnh Meuse trong vùng Grand Est đông nam nước Pháp. Xã này nằm ở khu vực có độ cao trung bình 249 mét trên mực nước biển.